# Белоус, Кирилл Герасимович
Кири́лл Гера́симович Белоу́с (1925—1997) — советский военный, участник Великой Отечественной войны, Полный кавалер ордена Славы. В Рабоче-крестьянской Красной Армии и Советской армии служил в 1941—1950 и 1952—1956 годах. Воинские специальности — артиллерист и связист. Воинское звание на момент увольнения в запас — старший лейтенант. С 1967 года — капитан запаса. Почётный гражданин города Славянск-на-Кубани. Почётный гражданин села Костешты.

## Биография

### До войны
Кирилл Герасимович Белоус родился 3 февраля 1925 года в селе Мошняги Балтского района Молдавской АССР Украинской ССР СССР (ныне село Балтского района Одесской области Украины) в крестьянской семье. Украинец.
Перед началом Великой Отечественной войны Кирилл Белоус являлся учащимся средней школы. К лету 1941 года он окончил семь классов, и во время летних каникул планировал подработать в колхозе, а осенью вернуться за школьную парту. Но осуществить эти планы он смог только через двадцать три года. 26 июня 1941 года шестнадцатилетний юноша добровольцем записался в истребительный батальон, сформированный из жителей окрестных сёл для борьбы с вражескими лазутчиками и диверсантами. С приближением линии фронта к селу личный состав подразделения влился в 74-ю стрелковую дивизию Южного фронта.

### На Южном, Северо-Кавказском и Закавказском фронтах

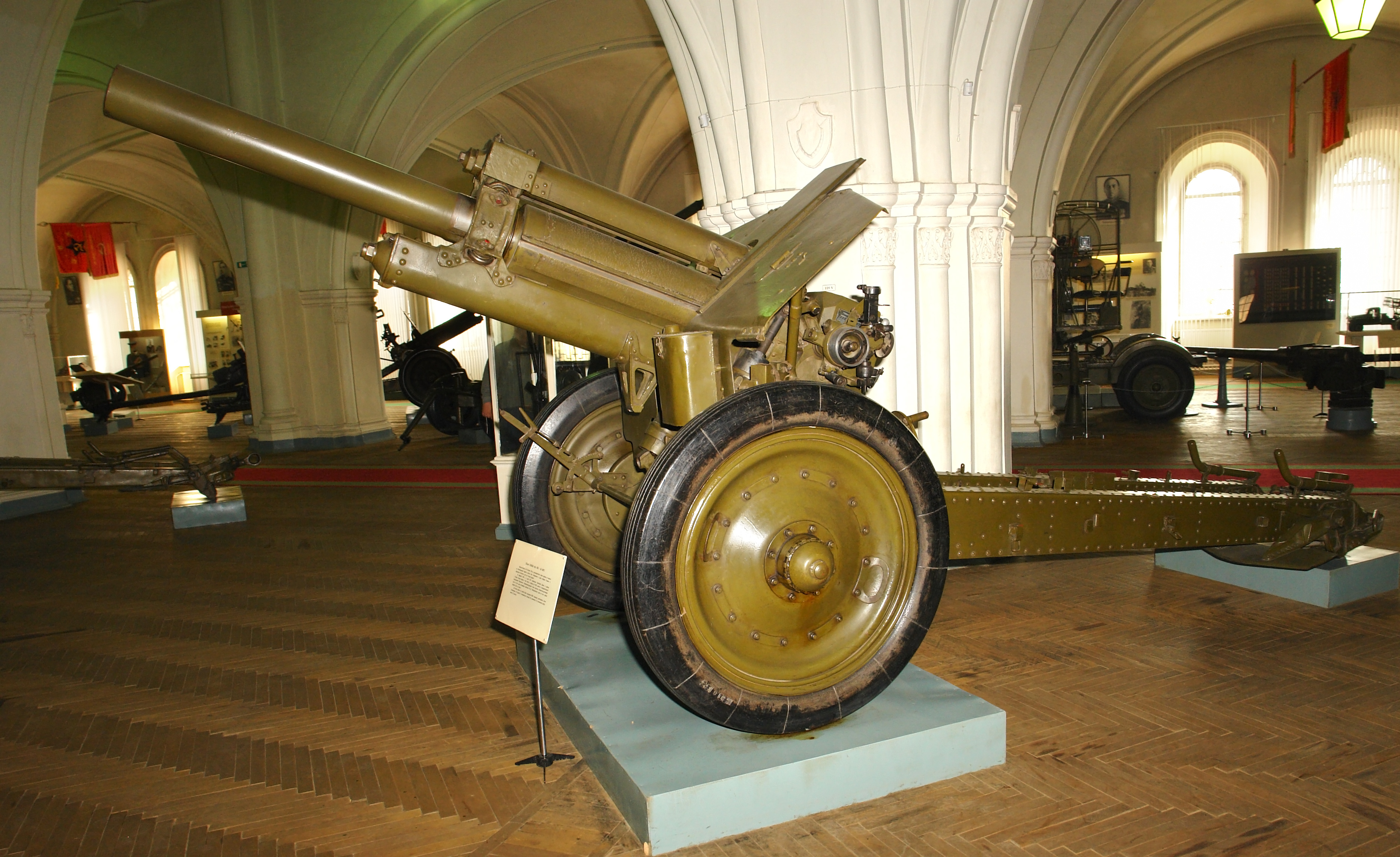
122-миллиметровая гаубица М-30

После краткого курса боевой подготовки красноармейца К. Г. Белоуса определили в 81-й гаубичный артиллерийский полк, но фактически специальности замкового и наводчика артиллерийского орудия ему пришлось осваивать непосредственно на полях сражений. В боях с немецко-фашистскими захватчиками и их румынскими союзниками Кирилл Герасимович с начала августа 1941 года. Первый бой принял к востоку от посёлка Кудрявцевка Николаевской области во время Тираспольско-Мелитопольской оборонительной операции. Затем защищал переправу через Южный Буг у села Трихаты. В середине месяца попал в окружение под Николаевом, но сумел вырваться из котла. В дальнейшем сражался на Днепре, участвовал в Донбасской оборонительной операции на ворошиловградском направлении.
В середине января 1942 года 81-й гаубичный артиллерийский полк был переброшен на Брянский фронт, но несколько его расчётов, в том числе и расчёт ефрейтора Г. А. Козлова, в составе которого в тот момент наводчиком воевал красноармеец Белоус, были оставлены в распоряжении 109-го стрелкового полка. В его составе Кирилл Герасимович летом 1942 года отступал с боями к Дону, затем на Северный Кавказ. В начале августа 1942 года участвовал в обороне Армавира, а после форсирования немцами Кубани отступал к Пятигорску. Там остатки полка влились в 295-ю стрелковую дивизию 37-й армии Северной группы войск Закавказского фронта. Красноармеец К. Г. Белоус был зачислен в 593-й артиллерийский полк.
До конца 1942 года 295-я стрелковая дивизия сражалась в Битве за Кавказ на нальчикском направлении. В рамках контрнаступления советских войск на Северном Кавказе, начавшегося в январе 1943 года, части дивизии участвовали в Краснодарской наступательной операции. Наводчик 6-й батареи 593-го артиллерийского полка ефрейтор К. Г. Белоус в составе своего подразделения освобождал Пятигорск и Армавир. Особенно Кирилл Герасимович отличился в боях за станицу Славянская и хутор Новотроицкий Краснодарского края. В период с 15 по 22 апреля 1943 года своими умелыми действиями наводчик Белоус обеспечил уничтожение противотанкового орудия и трёх наблюдательных пунктов противника. В районе платформы № 17 расчёт ефрейтора Белоуса разрушил вражеский ДЗОТ, дав возможность своей пехоте ворваться на позиции немцев и выбить их из укреплённых блиндажей. За отличие в боях Кирилл Герасимович был награждён первой боевой наградой — медалью «За отвагу».

### В боях за Украину и Молдавию
До середины августа 1943 года части 295-й стрелковой дивизии в составе 58-й армии несли охрану побережья Азовского моря к северу от Темрюка. Затем дивизия была переброшена на Южный фронт (с 20 октября 1943 года — 4-й Украинский фронт), где вошла в состав 2-й гвардейской армии. Осенью 1943 года наводчик орудия 819-го артиллерийского полка ефрейтор К. Г. Белоус участвовал в Донбасской и Мелитопольской операциях, во время которых освобождал Иловайск, сражался в нижнем Поднепровье, принимал участие в ликвидации немецкого плацдарма на левом берегу Днепра в районе Херсона. До конца февраля 1944 года подразделения дивизии держали оборону на Днепре, а в марте 1943 года в составе 3-го Украинского фронта начали освобождение Правобережной Украины. Участвуя в Березнеговато-Снигирёвской и Одесской операциях, К. Г. Белоус в составе своего подразделения освобождал Херсон, Николаев и Одессу. В этот период Кирилл Герасимович получил сержантское звание и стал командиром артиллерийского орудия. В августе 1944 года он сражался за освобождение Молдавии, в рамках Ясско-Кишинёвской операции принимал участие в окружении и ликвидации группировки противника восточнее Кишинёва. В начале сентября 1944 года 295-я стрелковая дивизия в составе 5-й ударной армии была выведена в резерв Ставки Верховного Главнокомандования и в октябре вошла в состав 1-го Белорусского фронта. Опытный артиллерист К. Г. Белоус особенно отличился в последний год войны в боях на территории Польши и Германии.

### Орден Славы III степени
14 января 1945 года войска 1-го Белорусского фронта перешли в наступление в рамках Варшавско-Познанской операции Висло-Одерского стратегического плана. Ударной группировке 5-й ударной армии предстояло прорвать сильно укреплённую и глубокоэшелонированную оборону противника на Магнушевском плацдарме. В начале наступления 295-я стрелковая дивизия находилась во втором эшелоне армии, поэтому 819-й артиллерийский полк был придан 60-й гвардейской стрелковой дивизии. Обеспечивая продвижение стрелковых частей вперёд в районе населённого пункта Буды Августовские (Budy Augustowskie), сержант К. Г. Белоус огнём своего орудия подавил миномётную батарею немцев и уничтожил два пулемётных гнезда, чем способствовал овладению первой и второй линиями вражеских траншей. Работая умело и слаженно, расчёт Белоуса неоднократно отражал контратаки врага в глубине немецкой обороны и обеспечил выход гвардейцев генерал-майора В. П. Соколова к реке Пилице.
16 января 1945 года 295-я стрелковая дивизия была введена в бой с задачей развить успех 60-й гвардейской стрелковой дивизии. На всём пути дивизии к Одеру 819-й артиллерийский полк оказывал своей пехоте поддержку огнём и колёсами. В боях на кюстринском направлении расчёт Белоуса при отражении контратаки противника подбил два танка и истребил большое количество живой силы неприятеля. Ещё 75 немецких солдат были взяты бойцами расчёта в плен. 31 января Кирилл Герасимович участвовал в штурме города Ландсберга. За доблесть и мужество, проявленные в Висло-Одерской операции, приказом от 10 февраля 1945 года сержант К. Г. Белоус был награждён орденом Славы III степени (№ 310684). Вскоре Кириллу Герасимовичу было присвоено звание старшего сержанта.

### Орден Славы II степени

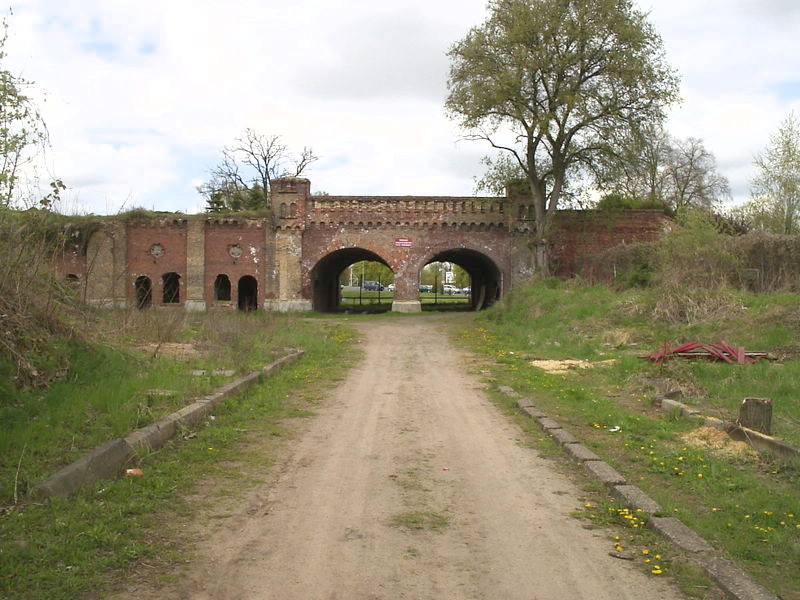
Фортификационные сооружения в Кюстрине

В феврале 1945 года 5-я ударная армия вела напряжённые бои на левом берегу реки Одер за удержание и расширение плацдарма северо-западнее Кюстрина. Юго-западнее города плацдарм за Одером удерживали части 8-й гвардейской армии. Плацдармы были разъединены узким коридором, через который противник производил снабжение кюстринского гарнизона. Перед началом решающего наступления на Берлин перед армиями Н. Э. Берзарина и В. И. Чуйкова была поставлена задача ликвидировать последний опорный пункт немцев на правом берегу Одера и объединить плацдармы.
7 марта 1945 года подразделения 295-й стрелковой дивизии начали штурм Нейштадта, пригорода Кюстрина. Противник, превратив каждое каменное строение в опорный пункт обороны, оказывал ожесточённое сопротивление. Одной из особенностей уличных боёв в Кюстрине была необходимость разрушения прочных каменных зданий и баррикад, поэтому во время штурма активно применялись гаубицы, выдвинутые на прямую наводку. В период с 7 по 11 марта 1945 года старший сержант К. Г. Белоус со своим расчётом под шквальным огнём врага неоднократно выдвигался на открытую позицию и огнём 122-миллиметровой гаубицы М-30 подавлял огневые точки и узлы сопротивления немцев, обеспечивая продвижение вперёд стрелковых подразделений. К исходу 11 марта противник продолжал удерживать только Нейштадт-форт и казармы Штольпнагель. Ранним утром 12 марта советские войска начали штурм последних очагов сопротивления немцев в Нейштадте. К полудню части 295-й стрелковой дивизии взяли казармы, а к вечеру овладели фортом. В ходе боёв за Нейштадт дивизия генерал-майора А. П. Дорофеева истребила около 3500 вражеских солдат и офицеров, 3584 человека были захвачены в плен. За это время Кирилл Герасимович со своими бойцами уничтожил 2 ДЗОТа, три противотанковых орудия, 5 пулемётных гнёзд и более 50 военнослужащих вермахта и бойцов фольксштурма. Приказом от 11 апреля 1945 года старший сержант К. Г. Белоус был награждён орденом Славы 2-й степени (№ 30343).

Штурм Нейштадта стал своего рода генеральной репетицией уличных боёв в Берлине, — отмечает известный российский историк Алексей Исаев. — Именно здесь войска 5-й ударной армии столкнулись с опирающейся на переоборудованные в мини-форты жилые и промышленные здания обороной, насыщенной ручным противотанковым оружием — фаустпатронами. — Исаев А. В. Берлин 45-го. Сражения в логове зверя.

### Орден Славы I степени

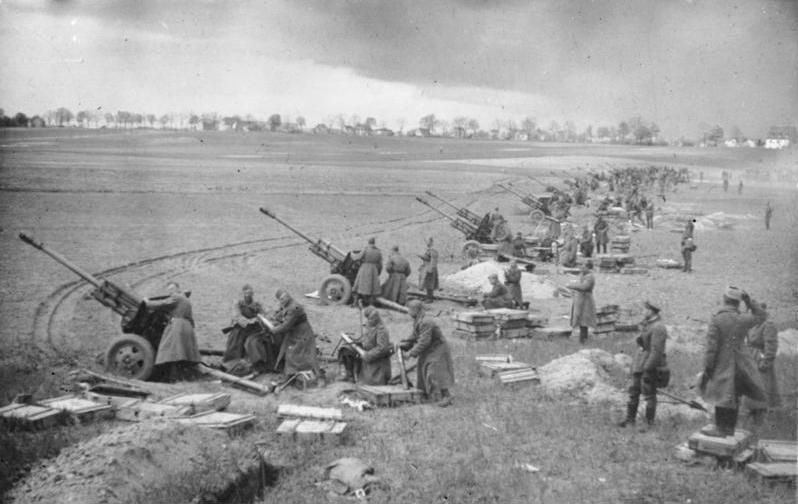
Советская артиллерия у Зееловских высот

14 апреля 1945 года с плацдарма на Одере, получившего название Кюстринского, войска 5-й ударной армии перешли в наступление в рамках Берлинской операции, и прорвав сильно укреплённую и глубокоэшелонированную оборону противника на Зееловских высотах, 23 апреля 1945 года вышла на юго-восточную окраину Берлина. В уличных боях в столице Германии расчёт старшего сержанта К. Г. Белоуса, уничтожая огневые средства противника и разрушая его укрепления, неоднократно обеспечивал продвижение вперёд своей штурмовой группы. Особенно Кирилл Герасимович со своими бойцами отличился 29 апреля. Прокладывая путь пехоте, артиллеристы подавили четыре пулемётные точки, уничтожили артиллерийское орудие и истребили до 20 солдат неприятеля. В ходе боя Кирилл Герасимович был ранен, но не покинул поля боя. Продолжая командовать расчётом, он уничтожил ещё два пулемёта и свыше 10 военнослужащих вермахта. Только после того, как боевая задача была выполнена, он отправился в медсанбат. За образцовое выполнение боевых заданий командования во время штурма Берлина и проявленные при этом доблесть и мужество указом Президиума Верховного Совета СССР от 15 мая 1946 года старший сержант К. Г. Белоус был награждён орденом Славы 1-й степени (№ 1612).

### После войны
После окончания Великой Отечественной войны К. Г. Белоус продолжал службу в армии до марта 1950 года. После демобилизации Кирилл Герасимович вернулся в родные места. Некоторое время жил в городе Балте, занимал должность заведующего отделом в райисполкоме. Затем переехал в город Бельцы Молдавской ССР. До 1952 года трудился на райпромкомбинате. В связи с присвоением воинского звания «лейтенант» был призван в Советскую Армию. Служил в Мурманской области в должности заместителя командира радиотехнической роты по политической части. В 1955 году прошёл обучение на курсах подготовки политсостава во Львове. С сентября 1956 года старший лейтенант К. Г. Белоус в запасе. После увольнения из армии Кирилл Герасимович по заданию партии переехал в посёлок Комсомольский Мордовской АССР, где шло становление крупного промышленного комплекса по производству цемента и асбеста. С 1960 года работал на Алексеевском комбинате асбестоцементных изделий (с 1993 года ОАО «ЛАТО») в должности начальника штаба гражданской обороны. Параллельно учился в вечерней школе и в 1964 году окончил десятый класс. В 1967 году ему было присвоено воинское звание капитана запаса. После выхода на заслуженный отдых К. Г. Белоус активно участвовал в ветеранском движении. Умер Кирилл Герасимович 18 сентября 1997 года. Похоронен в посёлке Комсомольский Республики Мордовия.

## Награды и звания
- Орден Отечественной войны 1-й степени (11.03.1985)[1][4];
- орден Славы 1-й степени (15.05.1946)[1];
- орден Славы 2-й степени (11.04.1945)[9];
- орден Славы 3-й степени (10.02.1945)[7];
- медали, в том числе:
  - медаль «За отвагу» (01.05.1943)[5];
  - медаль «За боевые заслуги»[4];
  - медаль «За победу над Германией в Великой Отечественной войне 1941-1945 гг.»;
  - медаль «За взятие Берлина»;
- почётный гражданин города Славянска-на-Кубани[10];
- почётный гражданин села Костешты Хынчештского района Молдавии[4].

## Память
- Именем К. Г. Белоуса названа улица в городе Балта Одесской области Украины[11].
- Имя К. Г. Белоуса увековечено на стеле Героев на Театральной площади в Одессе[12], на мемориале Славы в городе Балта, на мемориале «Пушка-гаубица» у здания краеведческого музея в городе Херсоне[2].

## Гаубица Херсонская
В 1975 году на площади 13 Марта в городе Херсоне в ознаменование 30-летия Победы и 31-й годовщины освобождения города от немецко-фашистских захватчиков была установлена 122-миллиметровая гаубица М-30 с заводским номером 16647. Это орудие, прошедшее боевой путь от Нальчика до Берлина и непосредственно участвовавшее в освобождении Херсона, в 1970 году на бакинском арсенале случайно обнаружил его бывший наводчик, полный кавалер ордена Славы К. Г. Белоус. В составе расчёта этого орудия, кроме Кирилла Герасимовича, в своё время воевали полный кавалер ордена Славы Г. А. Козлов, кавалер орденов Славы II и III степени Н. Г. Бедненко, кавалеры ордена Славы III степени Ф. Д. Ростокин, П. Г. Павленко и И. А. Чернышов. Таким образом, Гаубица Херсонская «награждена», в общей сложности, 11 орденами Славы.

## Документы
- Общедоступный электронный банк документов «Подвиг Народа в Великой Отечественной войне 1941—1945 гг.» Архивировано из оригинала 13 марта 2012 года.

Орден Славы 2-й степени (архивный реквизит 23666042).
Орден Славы 3-й степени (архивный реквизит 23482916).
Медаль «За отвагу» (архивный реквизит 19387029).